# Compañía de Refinería de Azúcar de Viña del Mar
La Compañía de Refinería de Azúcar de Viña del Mar (CRAV) fue una empresa chilena dedicada a la importación y refinación de azúcar de caña. Fue fundada en 1873 en la ciudad de Viña del Mar por Julio Bernstein y otros empresarios e ingenieros alemanes de renombre tales como Enrique Tietz Milbradt, y transformada en sociedad anónima el 22 de agosto de 1887. Posteriormente absorbió la Refinería Sudamericana de Azúcar de Penco creada en 1889.
En 1913 compra los derechos de la Viña del Mar Electric Company, que tenía la concesión de iluminación pública y residencial de la ciudad. En 1922 crea IMVA y Cía., transformándose más tarde en la División de Licores y Alcoholes de CRAV fundada por el Gerente de Planta e ingeniero químico catalán Gabriel Busquets Totz. En 1928 construye una central termoeléctrica como instalación anexa a la refinería, distribuyendo también a la ciudad. En 1945 se fusiona la sección de electricidad con la Compañía Sudamericana de Servicios Públicos para formar la Compaña Nacional de Fuerza Eléctrica S.A. (Conafe)
Durante los años 1950 y 1960, la empresa auspiciaba el programa de concursos Cumpla su deseo con CRAV, emitido inicialmente por Radio Minería y desde los años 1960 por Canal 13 (1965-1969) y posteriormente por Canal 9 (1970-1971), el espacio La gran cocina CRAV emitido por Canal 9 entre 1967 y 1970, y el programa Deportes en TVN en 1971.
En 1976 cerró su refinería en Penco, debido a sus magros resultados económicos de sus últimos meses. Luego, en 1980, adquirió de su entonces competidora estatal IANSA las plantas de Linares y Los Ángeles. Sin embargo, en 1981, una fuerte recesión económica provocó una caída en el precio internacional del azúcar, y como consecuencia de ello, CRAV se declaró en quiebra en mayo de ese año. Sus plantas de Viña del Mar, Linares y Los Ángeles fueron cerradas y pasaron a manos del Banco del Estado de Chile.
Al momento de su quiebra, CRAV era la cuarta empresa privada más grande de Chile y formaba parte de un conglomerado empresarial que incluía a CRAV Alimentos S.A. (Craval), Industrias Varias S.A. (Invasa), Comercializadora y Distriduidora Nacional (Codina), Supermercados Unicrav (hoy Unimarc), Conafe (electricidad), Fondo Mutuo La Alborada, y las aseguradoras Protectum y Los Andes.